# Adicella narendraya
Adicella narendraya är en nattsländeart som beskrevs av Schmid 1961. Adicella narendraya ingår i släktet Adicella och familjen långhornssländor. Inga underarter finns listade i Catalogue of Life.